# Niels Klims underjordiske Rejse
Niels Klims underjordiske Rejse er en satirisk roman fra 1741 af Ludvig Holberg. Han skrev den på latin under titlen Nicolai Klimii Iter Subterraneum og opnåede et langt større publikum, end hvis den var skrevet på dansk. Den er oversat til dansk flere gange blandt andet af Jens Baggesen i 1789. Hans oversættelse blev illustreret med tegninger af Nicolai Abraham Abildgaard stukket i kobber af Johan Frederik Clemens. Denne smukke udgave – udgivet af et selskab – blev bekostet af historikeren Peter Frederik Suhm.

## Handling
Bogens hovedperson, den norske student Niels Klim, vender tilbage til sin fødeby Bergen efter studentereksamen. På en udflugt lidt uden for byen falder han i et dybt hul i klippen og lander på en planet i Jordens indre kaldet Nazar. Her møder han mange forskellige besynderlige samfund.
De beskrives satirisk af Ludvig Holberg, der ustraffet kan gøre nar af sin samtid. Et af landene hedder Potu, hvilket er en let omskrivning af navnet Utopia. Romanen ligner Jonathan Swifts satiriske roman Gullivers rejser fra 1726. 

## Virkelighedens Niels Klim
I virkeligheden var Niels Klim dansker, født i landsbyen Klim i Thisted Amt 29. april 1620. Hans far var præst der, og børnene fik navn efter landsbyen. Hvornår Niels Klim kom til Bergen, vides ikke, men 26. december 1649 indskrives en Niels Andersen fra Nørre Rørbæk i Sletherred i Bergens borgerbog. Sletherred ligger ikke langt fra Klim, så indføringen kan godt gælde ham. Klim blev boende i Bergen til sin død i 13. maj 1690. Han giftede sig med Barbara Pedersdatter de Fine, som var en fjern slægtning af Holberg. Barbaras farfar var nemlig Arnoldus de Fine (død i 1586), kapelmester hos Frederik 2., og tiptipoldefar til Holberg på morssiden. Som ugift lejede Klim et værelse hos guldsmeden Ole på hjørnet af Torvet og Strandgaden i Bergen. Da han giftede sig ca. 1665, var han 45 år, og bruden to år ældre. De bosatte sig i, hvad der i dag er Kong Oscarsgade. Lidt længere nede i samme gade boede Holberg senere hos sin morbror Peder Lem, som var nærmeste nabo til digterinden Dorothe Engelbretsdatter, som Klim også må have kendt.
Klim var klokker i Korskirken i Bergen. Klokkerembedet blev fortrinsvis givet til gamle studenter, og Niels Klim måtte lade sig immatrikulere ved Københavns Universitet. Hans udnævnelse til klokker foregik noget ureglementeret: den 8. maj 1665, fire dage før han blev immatrikuleret, blev han udnævnt til klokker. Kongebrevet om hans udnævnelse befinder sig i Oslos rigsarkiv, adresseret til "Oss Elschl: Hederlig och Høylerd Magr. Jens Skielderup, Superintendent offuer Bergens Stift" og fortsætter: "Vor synderlig tilforn, Voris Naadigste Willie och Befaling er, at I Niels Anderssen Klim til første Klochers Bestilling som der i Vor Kiøbsted Bergen, enten allerede ledig er, eller hereffter ledig vorder, befordrer och anordner, dermed scher Vor Willie, Befalendis eder Gud. Skreffuet paa Vort Slot Kiøbenhaffn dend 8de May Anno 1665. Under Wort Zignet, Friderich. Det var kong Frederik 3., som underskrev med navneformen Friderich.

## Tv-serie
Historien blev i 1984 lavet til en tv-serie i tre afsnit for DR. Titelrollen spilledes af Frits Helmuth. Af andre medvirkende kan nævnes Louis Miehe-Renard, Gerz Feigenberg, Baard Owe og Tommy Kenter.